# Adresat liryczny
Adresat liryczny – najczęściej ujawnia się w formach zaimkowych 2. os. L. poj., rozkaźnikach i pytajnikach. Jest obecny w wypowiedziach lirycznych, jako „ty liryczne”. 
Wyróżnia się go w tzw. liryce zwrotu do adresata, np:
- we fraszkach, np.: Jan Kochanowski, Na dom w Czarnolesie
- w  monologu lirycznym, np.:  Zbigniew Herbert, Tren Fortynbrasa